# Micropuntia pulchella
Micropuntia pulchella ist die einzige Pflanzenart der monotypischen Gattung Micropuntia in der Familie der Kakteengewächse (Cactaceae). Das Artepitheton pulchella stammt aus dem Lateinischen, bedeutet ‚niedlich‘ und verweist auf Erscheinungsbild der Art.

## Beschreibung
Micropuntia pulchella wächst niedrigbleibend, ist reich verzweigt und bildet Matten von 10 bis 20 Zentimeter Höhe. Die Wurzeln sind knollenförmig. Die zylindrischen bis ellipsoiden oder keulenförmigen, deutlich gehöckerten Triebabschnitte sind 1 bis 4 Zentimeter lang (selten bis 10 Zentimeter) und weisen Durchmesser von 0,5 bis 2,5 Zentimeter auf. Die kreisrunden Areolen sind mit weißer bis grauer Wolle und gelben bis rötlich gelben, bebärteten, bis zu 8 Millimeter langen Glochiden besetzt. Die acht bis 15 anfangs weißen bis rötlich braunen Dornen vergrauen später. Sie befinden sich mehrheitlich an den Areolen in der Nähe der Triebspitzen. Die Dornen sind spreizend bis abwärts gebogen und abgeflacht. Die längsten von ihnen sind bis zu 6 Zentimeter lang.
Die rosa- bis purpurfarbenen Blüten erreichen Längen von 1,5 bis 2,5 Zentimeter. Die verkehrt konischen, glatten Früchte sind rötlich und fleischig, trocken bei Vollreife jedoch schnell aus und fallen schließlich ab. Sie sind 1,5 bis 3 Zentimeter lang und weisen Durchmesser von 8 bis 12 Millimeter auf.

## Ökologie
Die trocknen Früchte werden vom Wind verbreitet.

## Verbreitung, Systematik und Gefährdung
Micropuntia pulchella ist in den Vereinigten Staaten in Zentral-Nevada sowie in den benachbarten Grenzregionen von Kalifornien und Utah in der Vegetation der Mojave-Wüste in Höhenlagen von 1200 bis 1500 Metern verbreitet.
Die Erstbeschreibung als Opuntia pulchella erfolgte 1863 von George Engelmann. M. Patrick Griffith stellte die Art 2003 in die Gattung Micropuntia. Weitere nomenklatorische Synonyme sind Corynopuntia pulchella (Engelm.) F.M.Knuth (1936) und Grusonia pulchella (Engelm.) H.Rob. (1973).
Die Gattung Micropuntia wurde 1946 von J. S. Daston erstbeschrieben. Ein nomenklatorisches Synonym für die Gattung ist die Untergattung  Grusonia subg. Micropuntia (Daston) Stuppy (2002).
In der Roten Liste gefährdeter Arten der IUCN wird die Art als „Least Concern (LC)“, d. h. als nicht gefährdet geführt. Die Entwicklung der Populationen wird als stabil angesehen.

## Nachweise